# Akkagaz Doszhanova
Akkagaz Doszhanova, född 1893, död 1932, var en kazakisk läkare.
Hon studerade vid Medicinska fakulteten i Tashkent Universitet och tog examen 1922. Hon hade en kort men framgångsrik karriär vid Tasjkents mödravårdssjukhus. 
Hon troddes länge felaktigt vara Kazakstans första kvinnliga läkare och firades som sådan i pressen under sin livstid. Hon var dock Kazakstans tredje kvinnliga läkare efter Gulsim Asfendiarova och Zeinep Sadykovna. 
En gata har fått sitt namn efter henne och ett monument rests över henne. 